# 奥青
奥青是德国巴伐利亚州的一个市镇。总面积30.44平方公里，总人口1981人，其中男性998人，女性983人（2011年12月31日），人口密度65人/平方公里。